# Алкатрас
 Тази статия е за бившия затвор в САЩ.  За сериала вижте Алкатрас (сериал).  
Остров Алкатрас (на испански: Alcatraz) в щата Калифорния, САЩ, наричан на жаргон Скалата (The Rock) или съкратено Трас, е известен като място на бивш затвор.
Разположен е по средата на Санфранциския залив, съвсем близо до Сан Франциско, на 2,4 км от брега.
Островът е предвиден най-напред като място за морски фар, с всички необходими съоръжения и сгради, след което служи като военна база. След като става икономически неизгодно и нецелесъобразно да се ползва за военна база, става военен затвор в периода 1907 – 1934 г., а след това дълго време е федерален затвор (до 1963 г.)
В Алкатрас са държани някои от най-опасните престъпници на САЩ през 1930-те и 1940-те години. Има няколко опита за бягство от затвора, но няма потвърдено успешно бягство. Ал Капоне прекарва в затвора на Алкатрас от 1934 до 1938 г., след което е преместен поради болест.
През ноември 1969 г. за 19 месеца островът е окупиран от протестиращи индианци като част от националния индиански активизъм. През 1972 г. става място за почивка и разходка, през 1976 г. влиза в националния регистър на историческите места в САЩ, а през 1986 г. добива статут на национален исторически паметник на САЩ.
Днес островът е музей и е отворен за посещения и обиколки. До него се достига с ферибот. На Алкатрас могат да се видят много видове птици и растения.